# Elżbieta Barszczewska

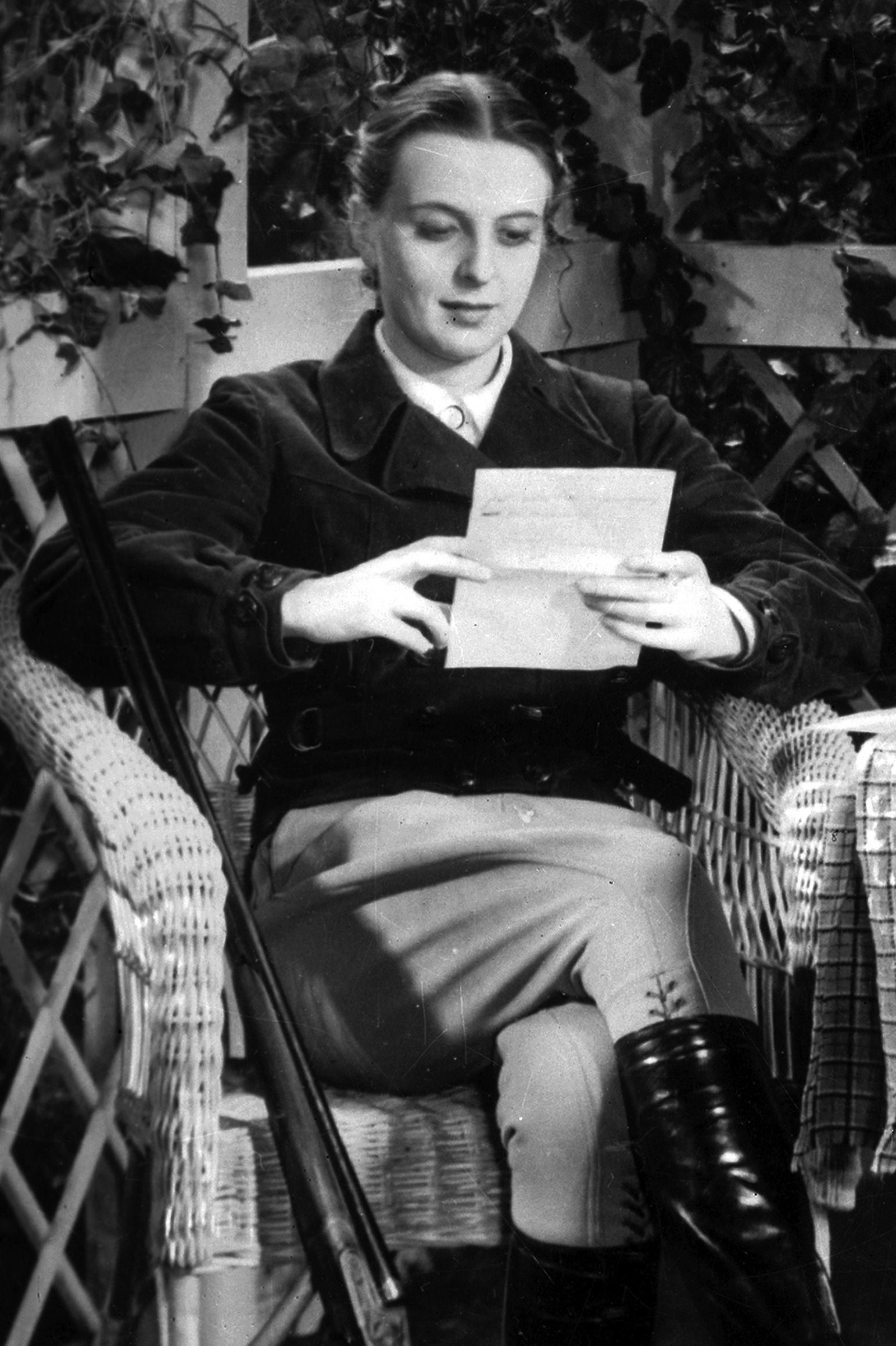
Elżbieta Barszczewska im Jahr 1937

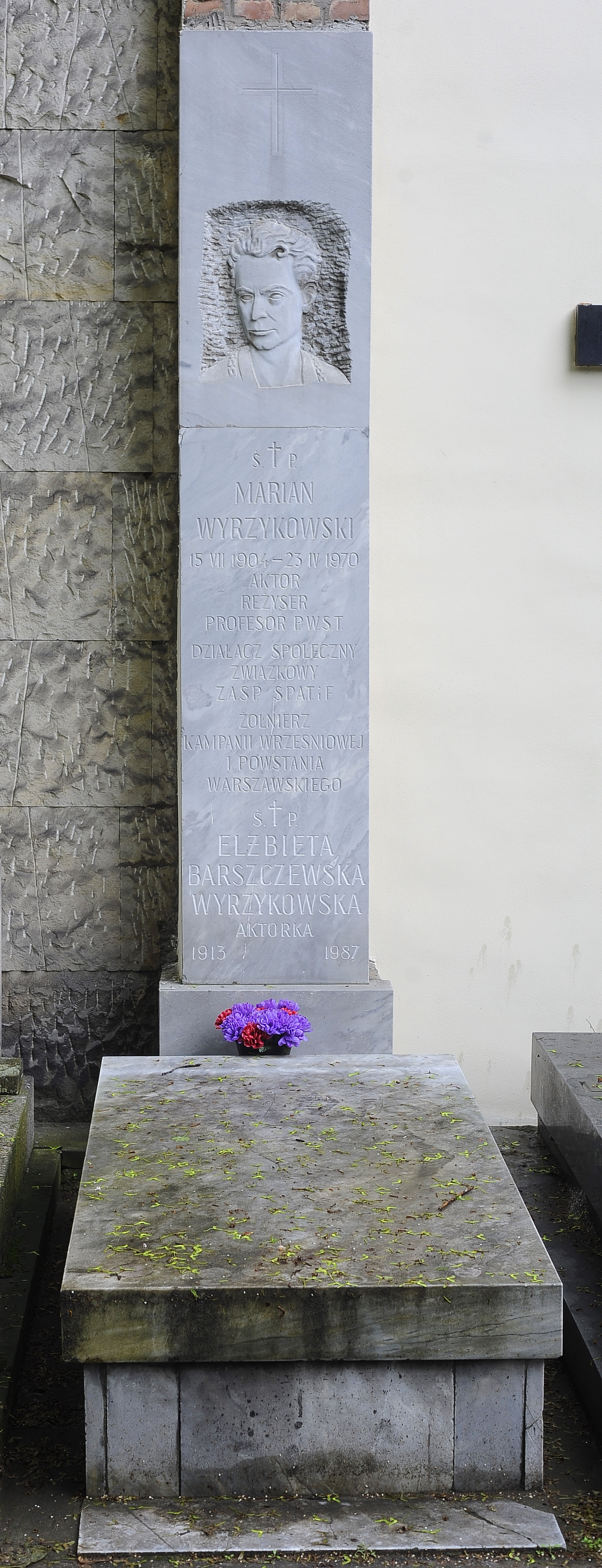
Das Grab der Schauspielerin auf dem Warschauer Powązki-Friedhof

Elżbieta Barszczewska (* 29. November 1913 in Warschau; † 14. Oktober 1987 ebenda) war eine polnische Schauspielerin.

## Leben
Elżbieta Barszczewska wurde 1913 in Warschau geboren und absolvierte 1932 ihr Abitur am Maria-Konopnicka-Gymnasium. Anschließend wollte sie eigentlich Politikwissenschaften studieren, entschied sich dann aber für Schauspiel. Zu diesem Schritt überredete sie ihr Gymnasiallehrer, der Literaturwissenschaftler Konrad Górski. Daraufhin begann sie am Staatlichen Institut für Theaterkunst (PIST) zu studieren, wo Aleksander Zelwerowicz einer ihrer Dozenten war. Barszczewska beendete ihr Studium 1934. Sie debütierte im selben Jahr am 3. Oktober am Polnischen Theater in Warschau, an dem sie unter der Regie von Leon Schiller in Shakespeares Ein Sommernachtstraum mit der Rolle der Helena debütierte. Vor dem Zweiten Weltkrieg trat sie an den Theatern der Gesellschaft zur Förderung der Theaterkultur (TKKT) auf und gastierte auch am Nationaltheater. Während der Besatzungszeit kellnerte sie im Schauspielcafé „U aktorek“ und nahm somit heimlich am Theaterleben teil. Barszczewska war zeitlebens mit dem Polnischen Theater in Warschau verbunden, nur in den Spielzeiten von 1962 bis 1965 spielte sie am Nationaltheater. Im Jahr 1981 zog sich die Schauspielerin von der Bühne zurück.
Elżbieta Barszczewska übernahm noch während des Studiums erste Filmrollen. Sie wirkte bis 1939 an rund einem Dutzend Filmen, meist in Hauptrollen, mit und avancierte somit zu einer der beliebtesten Schauspielerinnen dieser Zeit. Sie debütierte 1934 in einer Rolle in Michał Waszyńskis Komödie Co mój mąż robi w nocy, wichtige Filme waren 1936 Pan Twardowski unter der Regie von Henryk Szaro und Trędowata unter der Regie von Juliusz Gardan sowie 1937 Dziewczęta z Nowolipek unter der Regie von Józef Lejtes. Ihre letzte Rolle vor dem Krieg hatte sie in Nad Niemnem unter der Regie von Wanda Jakubowska und Karol Szołowski, wobei dieser Film noch vor der Premiere während der Belagerung von Warschau den Flammen zum Opfer fiel. Nach dem Zweiten Weltkrieg spielte sie fast ausschließlich Theater, nur einmal trat sie noch in einem Fernsehfilm auf, als sie 1977 in Rytm serca von Zbigniew Kaminski die Rolle der Malgorzata übernahm.
Barszczewska war bis zu dessen Tod mit dem Schauspieler und Regisseur Marian Wyrzykowski (1904–1970) verheiratet, das Paar hatte einen Sohn, Juliusz Wyrzykowski, der auch Schauspieler wurde. Die Schauspielerin starb 1987 und wurde auf dem Warschauer Powązki-Friedhof in einem Grab mit ihrem verstorbenen Mann beigesetzt.

## Filmografie
- 1934: Co mój mąż robi w nocy…
- 1936: Pan Twardowsk
- 1936: Trędowata
- 1937: Dziewczęta z Nowolipek
- 1937: Ordynat Michorowski
- 1937: Płomienne serca
- 1937: Znachor
- 1938: Granica
- 1938: Kościuszko pod Racławicami
- 1938: Ostatnia brygada
- 1938: Profesor Wilczur
- 1939: Geniusz sceny
- 1939: Kłamstwo Krystyny
- 1939: Trzy serca
- 1939: Nad Niemnem
- 1977: Rytm serca